# Trombocyt

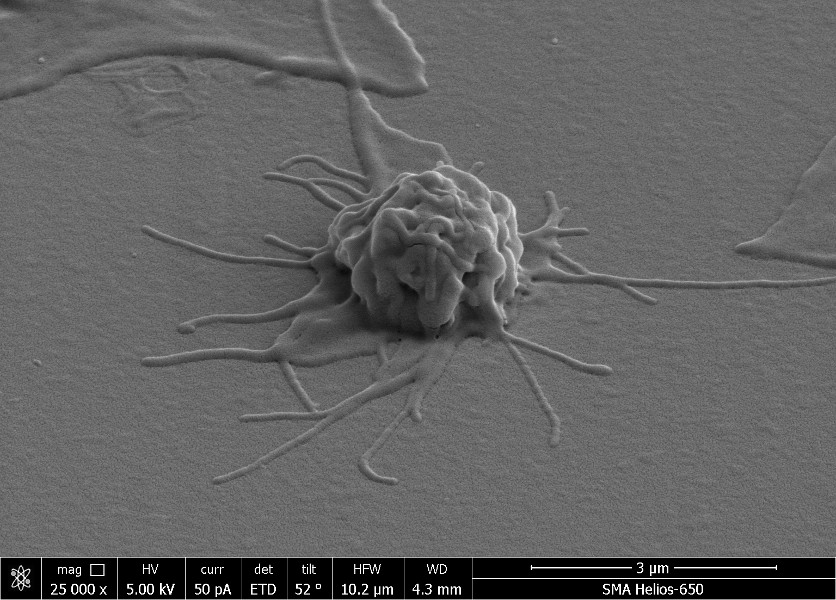
Aktywowany trombocyt widziany w mikroskopie elektronowym

Trombocyt, płytka krwi, płytka Bizzozera, krwinka płytkowa – morfotyczny składnik krwi, podłużny strzępek komórki (nie jest ona komórką w przeciwieństwie do erytrocytów oraz leukocytów) pozbawiony jądra komórkowego, niezdolny do poruszania się, odgrywający u większości kręgowców istotną rolę w procesach krzepnięcia krwi. Są to dyskowate struktury, mniejsze od pozostałych komórkowych składników krwi (około 1–2 μm), otoczone błoną komórkową fragmenty cytoplazmy oderwane od megakariocytów (trombopoeza). Zawierają w cytoplazmie szereg ziarnistości zawierających liczne mediatory biologiczne, a na powierzchni glikoproteiny spełniające funkcje receptorowe. Ziarnistości te to: lizosomy, mitochondria, rybosomy, ziarna glikogenu oraz mikrofibryle i mikrotubule.
Trombocyty uczestniczą w inicjowaniu zmian miażdżycowych, stymulują wzrost fibroblastów, stymulują wzrost komórek mięśni gładkich i naczyń. Są też odpowiedzialne za proces inicjacji krzepnięcia, fibrynolizy i skurczu naczyń krwionośnych. W razie uszkodzenia tkanki w osoczu rozpoczyna się seria reakcji chemicznych, w wyniku których fibrynogen zostaje przekształcony w cząsteczki fibryny, te zaś zlepiają się, tworząc siateczkę zasklepiającą ranę. W siatce tej więzną następnie erytrocyty i trombocyty – w wyniku czego powstaje skrzep.
U większości gatunków zwierząt występują w ilości 300–600 tys. trombocytów na 1 μl krążącej krwi. U człowieka mikrolitr (mm³) krwi pełnej zawiera typowo 150–400 tys. płytek krwi. Po około 8–10 dniach ulegają degradacji.
Zaburzenia związane z płytkami krwi to:
- trombocytopenia (małopłytkowość) – obniżona poniżej normy liczba płytek krwi.
- trombocytoza lub trombocytemia – zwiększona powyżej normy liczba płytek.
- trombastenia lub trombopatia – upośledzenie funkcji płytek.

Koncentrat płytkowy uzyskuje się z krwi oddawanej przez krwiodawców w procesie trombaferezy.

## Historia
- W 1841 roku George Gulliver przy wykorzystaniu mikroskopu złożonego (z podwójną soczewką), wynalezionego przez Josepha Jacsona Listera w 1830 roku, zaobserwował trombocyty i wykonał ich szkic. Mikroskop ten poprawił rozdzielczość na tyle, że po raz pierwszy można było zobaczyć płytki krwi[4][5]
- W 1842 roku William Addison narysował szkic skrzepu płytkowo-fibrynowego[6]
- W 1864 roku Lionel Beale jako pierwszy opublikował rysunek trombocytów[7]
- W 1865 roku Max Schultze w ramach badania poświęconego głównie białym krwinkom, opisał coś, co nazwał „sferule”, które, jak zauważył, były znacznie mniejsze od czerwonych krwinek, czasami zlepiały się i czasami można je było znaleźć w zbiorach materiału fibrynowego. Schulze rozpoznał je jako normalny składnik krwi i „polecił” je jako przedmiot dalszych badań „tym, którzy są zainteresowani dogłębnym badaniem krwi ludzkiej”[8][9].
- W 1882 roku Giulio Bizzozero podczas badania krwi płazów nazwał „sferule” płytkami krwi i był prawdopodobnie pierwszym, który zaproponował tę nazwę. W badaniach krwi in vivo wykazał, że były one pierwszym składnikiem krwi, który przylegał do uszkodzonych ścian naczyń krwionośnych. Natomiast w badaniach in vitro, że były pierwszymi składnikami krwi, które przylegały do nici, które następnie pokrywały się fibryną[10][8].
- W 1886 roku William Osler w swoich badaniach nazywał trombocyty „trzecią krwinką i blaszką krwi” i opisywał je jako „bezbarwny protoplazmatyczny dysk”[11]